# Olympische Winterspiele 1932/Teilnehmer (Tschechoslowakei)
| Gelbes Symbol für Goldmedaillen mit stilisierten Olympischen Ringen | Graues Symbol für Silbermedaillen mit stilisierten Olympischen Ringen | Braundes Symbol für Bronzemedaillen mit stilisierten Olympischen Ringen |
| ------------------------------------------------------------------- | --------------------------------------------------------------------- | ----------------------------------------------------------------------- |
| —                                                                   | —                                                                     | —                                                                       |

Die Tschechoslowakei nahm an den III. Olympischen Winterspielen 1932 in Lake Placid mit einer Delegation von sechs Athleten in vier Disziplinen teil, allesamt Männer. Ein Medaillengewinn gelang keinem der Athleten. Fahnenträger bei der Eröffnungsfeier war Antonín Bartoň.

## Teilnehmer nach Sportarten

### Eiskunstlauf
Männer
- Walther Langer
10. Platz (1964,3)

### Nordische Kombination
- Antonín Bartoň
Einzel: 6. Platz (397,1)

- Ján Cífka
Einzel: 11. Platz (367,2)

- Jaroslav Feistauer
Einzel: 13. Platz (361,6)

- František Šimůnek
Einzel: 8. Platz (375,3)

### Skilanglauf
Männer
- Antonín Bartoň
18 km: 16. Platz (1:33:39 h)
50 km: 10. Platz (4:52:24 h)

- Ján Cífka
18 km: 22. Platz (1:38:24 h)
50 km: 14. Platz (5:01:50 h)

- Jaroslav Feistauer
18 km: 20. Platz (1:37:55 h)
50 km: 13. Platz (5:00:19 h)

- Vladimír Novák
18 km: 14. Platz (1:32:59 h)
50 km: 11. Platz (4:52:44 h)

### Skispringen
- Antonín Bartoň
Normalschanze: 21. Platz (186,1)

- Ján Cífka
Normalschanze: 24. Platz (172,5)

- Jaroslav Feistauer
Normalschanze: 26. Platz (163,0)

- František Šimůnek
Normalschanze: 23. Platz (183,2)